# Andrzej Tuziak
Andrzej Tuziak (ur. 25 maja 1958 w Bytomiu) – polski prozaik i scenarzysta.

## Życiorys
Ukończył I Liceum Ogólnokształcące im. Jana Smolenia w Bytomiu w 1979 roku. Ukończył studia z zakresu socjologii na Uniwersytecie Śląskim w Katowicach i zaoczne studia na wydziale scenariuszowym w Państwowej Wyższej Szkoły Filmowej w Łodzi (Zaoczne Wyższe Zawodowe Studium Scenariuszowe PWSFTviT w Łodzi) w 1990 roku. Wykładał scenariopisarstwo na Uniwersytecie Śląskim w Katowicach w latach 1994–1996. Prowadził dwa razy do roku dwumiesięczne warsztaty scenariuszowe dla początkujących scenarzystów w Centrum Sztuki Filmowej w Katowicach (zob. Kino „Kosmos”) w latach 2005–2008.
Należy do Stowarzyszenia Pisarzy Polskich od 1990 roku. Był prezesem katowickiego oddziału tegoż stowarzyszenia w latach 2005–2008. Koordynował konkurs „Silesia Film” (zob. Instytucja Filmowa „Silesia-Film”). Zasiadał w jury II Turnieju Jednego Wiersza im. Stanisława Horaka w 1998 roku.
Interesuje się wiecznymi piórami, jest organizatorem im poświęconej imprezy Pen Show Poland.  W serwisie YouTube prowadzi kanał poświęcony wiecznym piórom.
Mieszka w Bytomiu.

## Nagrody
- stypendium im. Stanisława Wyspiańskiego (1986)[2]
- wyróżnienie Funduszu Literatury (1987)[2]
- Nagroda im. Andrzeja Bursy (1988)[2]
- nagroda artystyczna wojewody katowickiego (1989)[2]
- Nagroda Literacka „Książka Roku” (1994)[2]
- Literacka Nagroda „Solidarności” (1995)[9]

## Twórczość
Publikował artykuły i recenzje m.in. w „Dialogu“, „Fantastyce”, „Polityce”, „Trybunie Śląskiej”, „Życiu Bytomskim”.
Publikacje:
- Historia naturalna malarza wędrownego, Iskry, 1985. Brak numerów stron w książce[2]
- Odwrócony od siebie, Iskry, 1987. Brak numerów stron w książce[2]
- Oskarżam pana, doktorze Kafka, Oficyna Wydawnicza 4K, 1989. Brak numerów stron w książce[2]
- Wariackie papiery, Ego, 1994. Brak numerów stron w książce[2]
- Jak pisać scenariusze dla telewizji, Ośrodek Szkolenia i Analiz Progr. TVP, 1995. Brak numerów stron w książce[4]
- Księga zaklęć, FA-art, 1996. Brak numerów stron w książce[2]
- Kurs pisania scenariuszy filmowych, ESKK, 2002. Brak numerów stron w książce[4]
- Miasta ucieczki, Ego, 2007. Brak numerów stron w książce[4]
- Marche funebre, Wydawnictwo MediaTown, 2010. Brak numerów stron w książce (jako autor podany został Hans Hennig Schauermann – mistyfikacja literacka; CD-ROM)[10]
- Łowca androidów. Słowa i obrazy, Silesia Film, 2014. Brak numerów stron w książce[7]
- Parkeropedia, 2021. Brak numerów stron w książce)[7]
- Parker Vacumatic, 2023. Brak numerów stron w książce[7]
- Bracia Marx. Życie i filmy – w przygotowaniu[7]

Przekłady
- Oscar Wilde: Szczęśliwy Książę, 4K, 1988[4]

Utwory sceniczne
- Młot na czarownice (premiera w Centrum Sztuki w Bytomiu, 1993)[2]

Prace filmowe
- Tramwajada – scenariusz i dialogi[1], 1989[2]
- Głodomór – scenariusz, 1990[2]
- W oczach zachodu – scenariusz, 1990[2]
- Najważniejsze nie szkodzić – scenariusz, 1991[2]
- Franciszek – scenariusz, 1992[2]
- Elegia – nowela filmowa, 1994[2]
- Żemenemenu – nowela, 1994[2]
- Sopot 1995 – współpraca scenariuszowa, 1995[2]
- Kraków: pokochać na zawsze – scenariusz, 1997[2]
- Panienki – scenariusz, 2004[1]
- Zakręcone – scenariusz (odcinki: 1, 4, 6, 10, 14-15), 2005[1]
- Fala zbrodni (scenariusz 73. odcinka pt. Legionista), 2006[1]
- Nie ma jak dom (telenowela – format autorski i 4 pilotowe odcinki), 2007[4]
- Majka – scenariusz, 2009–2010[1]